# Coronacrisis op de Falklandeilanden
De pandemie van het coronavirus 2019-2020 heeft zich op 3 april 2020 naar de Falklandeilanden verspreid, waarbij elf mensen zijn besmet. Op 20 april waren vier van hen inmiddels weer hersteld.
Het plan voor besmettelijke ziekten van de Falklandeilanden schetste de fasen voor de maatregelen tegen COVID-19. De Falklandeilanden hebben ingrijpende voorbereidingen getroffen tegen COVID-19.
De maatregelen waren:
- Beperkingen op alle niet-noodzakelijke reizen, zowel internationaal als lokaal.
- Mogelijke sluitingen van scholen en kinderdagverblijven, die geleidelijk werden doorgevoerd.
- Herziene regelingen over het gebruik van de Falkland Islands Government Air Service (FIGAS) en Concordia Bay.
- Wijzigingen in de regelingen van gezondheidsdiensten. Dit omvat veranderingen in de manier waarop het King Edward VII Memorial Hospital (KEMH) werkt. Intensivering van medische bezoeken aan Camp (het buitengebied).
- Contact opnemen met de kwetsbare mensen die men kent en van verder advies voorzien.
- Een reeks maatregelen ter ondersteuning van de economie van de Falklandeilanden, inclusief bedrijven en personeel, wordt ontwikkeld en zal te zijner tijd worden aangekondigd.

Er zijn op de Falklandeilanden geen mogelijkheden om te testen op het virus en het duurt zo ongeveer 10 dagen om de testresultaten terug te krijgen uit Groot-Brittannië, dat bijna 8000 kilometer verderop ligt. Op 23 maart bood de Argentijnse regering de Britse ambassadeur in Brazilië medische benodigdheden aan, waaronder COVID-19-tests, maar de Falklandeilanden reageerden niet op het aanbod.